# Dubbelsugarfiskar
Dubbelsugarfiskar (Gobiesocidae) är den enda familjen i underordningen dubbelsugarartade fiskar (Gobiesociformes) som tillhör ordningen abborrartade fiskar. De är troligen nära släkt med de sjökockslika fiskarna (Callionymoidei).
Det finns cirka 35 släkten med tillsammans omkring 120 arter som alla är pelagiska. De flesta är marina, men några lever i sötvatten eller bräckt vatten. Familjen finns över hela världen i tempererade, subtropiska och tropiska regioner. Dubbelsugarfiskar är mycket specialiserade och liknar smörbultar. Bröstfenorna är omformade till två skivor som används för att suga sig fast vid föremål. Huden saknar fjäll men har en tjock slemhinna. Dessutom finns ingen simblåsa.
De flesta arter blir omkring fem centimeter långa. Några når bara två till tre centimeter och den största arten blir 30 centimeter lång.
Arter av denna familj förekommer oftast i grunda vatten med klippig botten och alger eller med bandtångsväxter. Bara få arter lever i korallrev. Några arter lever i symbios med ryggradslösa djur, till exempel Discotrema crinophila och Diademichthys lineatus. Den senare arten förekommer mellan taggarna på vissa sjöborrar (Diadema sp.). Det har däremot iakttagits att dubbelsugarfisken äter sjöborrens fötter. Fisken är alltså bättre uttryckt en parasit.

## Släkten
- Acyrtops
- Acyrtus
- Alabes
- Apletodon
- Arcos
- Aspasma
- Aspasmichthys
- Aspasmodes
- Aspasmogaster
- Chorisochismus
- Cochleoceps
- Conidens
- Creocele
- Dellichthys
- Derilissus
- Diademichthys
- Diplecogaster
- Diplocrepis
- Discotrema
- Eckloniaichthys
- Gastrocyathus
- Gastrocymba
- Gastroscyphus
- Gobiesox
- Gouania
- Gymnoscyphus
- Haplocylix
- Kopua
- Lecanogaster
- Lepadichthys
- Lepadogaster
- Liobranchia
- Lissonanchus
- Modicus
- Opeatogenys
- Parvicrepis
- Pherallodichthys
- Pherallodiscus
- Pherallodus
- Posidonichthys
- Propherallodus
- Rimicola
- Tomicodon
- Trachelochismus